# Akshak
Akshak fue una ciudad de la antigua Mesopotamia, situada en la frontera norte de Acad. A veces se identifica con la Upi babilónica (la griega Opis). Se desconoce su localización exacta, pero probablemente estaría cerca de la ciudad de Ešnunna, en la cuenca del río Diyala.
Las listas de reyes sumerios mencionan a Unzi, Urur, Puzur-Nirah, Ishu-Il y Shu-Sin como reyes de Akshak.
Su primera aparición en los registros es del 2600 a. C. En el siglo XV a. C., mantuvo una guerra contra Lagaš y fue capturada por el rey de esa ciudad, Eannatum. En el 2350 a. C., cayó bajo el dominio de Lugalzagesi de Umma. Poco después, con las conquistas de Sargón de Acad formó parte del Imperio Acadio.
- Datos: Q593537